# Inge Lise Westman
Inge Lise Westman (16. september 1945 i København, død 29. april 2024) var en dansk kunstmaler og billedhugger, der fra 1979 var en del af kunstnergrupperingen Koloristerne. Hun er særligt kendt for sine store malerier, men lavede også skulpturer, raderinger og andre arbejder.
Inge Lise Westman, der som barn af Gunnar (sv) og Karen Westman, var opvokset i et kunstnerhjem, blev efter studentereksamen fra Frederiksborg Statsskole i 1965 optaget på Kunstakademiet i København i 1967. Herfra dimitterede hun i 1972 og læste ved Søren Hjorth Nielsen, ligesom hun på Den Grafiske Højskole var elev af Palle Nielsen. I 1967 debuterede hun på Kunstnernes Efterårsudstilling. Fra 1971 var hun bosat i Gudhjem og udviklede sig med tiden til en af Bornholms mest markante kunstnere i sin samtid.
Hun er repræsenteret med værker på blandt andre Statens Museum for Kunst, Kastrupgårdsamlingen, Vejle Kunstmuseum, Storstrøms Kunstmuseum, Trapholt, Sorø Kunstmuseum, Holstebro Kunstmuseum, Campus Bornholm, Ny Carlsbergfondet og Bornholms Kunstmuseum. Blandt hendes større værker er flere malerier til kommunalbestyrelsens mødesal i Bornholms Regionskommune, som blev ophængt i 2017.
Fra 1996 til 1998 var hun medlem af Statens Kunstfonds indkøbsudvalg. Inge Lise Westman var en central kraft i det kunstnerdrevne Gudhjem Museum.
Inge Lise Westman var gift med etnolog Ole Herz med hvem hun havde to voksne børn, heriblandt kunstneren Emil Westman Herz.

## Udmærkelser
- 1972: Ole Haslunds Kunstnerfond
- 1973: August Schiøtts kunstnerlegat
- 1976: Prins Jørgens Legat
- 1984: Thalbitzers legat
- 1990: Anne Marie Telmányi Prisen
- 1993: Torjussens Pris
- 1994: Eckersberg Medaillen
- 1996: Legat fra Ole Haslunds Kunstnerfond
- 1996: Valdemar Petersens Legat
- 2000: Statens Kunstfonds hædersydelse [2]
- 2016: Henry Heerups legat
- 2021: TV 2/Bornholms Kulturpris